# Selaginella flabellata
Selaginella flabellata là một loài dương xỉ trong họ Selaginellaceae. Loài này được L. Spring mô tả khoa học đầu tiên năm 1843.